# (149348) 2002 VS130
(149348) 2002 VS130, também escrito como (149348) 2002 VS130, é um objeto transnetuniano (TNO) que está localizado no cinturão de Kuiper, uma região do Sistema Solar. Este objeto é classificado com um cubewano. O mesmo possui uma magnitude absoluta (H) de 6,3 e, tem um diâmetro com cerca de 242 km, por isso existem poucas chances que possa ser classificado como um planeta anão, devido ao seu tamanho relativamente pequeno.

## Descoberta
(149348) 2002 VS130 foi descoberto no dia 7 de novembro de 2002 por Marc W. Buie.

## Órbita
A órbita de (149348) 2002 VS130 tem uma excentricidade de 0.122, possui um semieixo maior de 45,334 UA e um período orbital de cerca de 305 anos. O seu periélio leva o mesmo a uma distância de 39,647 UA em relação ao Sol e seu afélio a 51,022 UA.